# NGC 4677
NGC 4677 (również PGC 43127) – galaktyka spiralna z poprzeczką (SB0-a), znajdująca się w gwiazdozbiorze Centaura. Odkrył ją John Herschel 8 czerwca 1834 roku.
W galaktyce tej zaobserwowano supernową SN 2007ft.